# Anulidentalium bambusa
Anulidentalium bambusa är en blötdjursart som beskrevs av Chistikov 1975. Anulidentalium bambusa ingår i släktet Anulidentalium och familjen Anulidentaliidae. Inga underarter finns listade i Catalogue of Life.